# Национальный парк Намаква
Национальный парк Намаква (англ. Namaqua National Park, африк. Namakwa- Nasionale Park) — национальный парк на атлантическом побережье района Намаква Северо-Капской провинции ЮАР. Парк находится в экорегионе Суккулентное Кару в очаге биоразнообразия. Здесь сосредоточена самая большая концентрацией суккулентных растений в мире. Создан в 2001 году для защиты эндемичных цветов. Особенно великолепен парк во время весеннего цветения, которое особенно привлекает туристов.
Парк имеет площадь более 1300 км² и находится примерно в 495 км к северу от Кейптауна и в 22 км к северо-западу от Камиескрун.

## География и климат
Парк расположен в Северо-Капской провинции, недалеко от границы ЮАР с Намибией. Находится примерно в 495 км к северу от Кейптауна и в 22 км к северо-западу от Камиескрун. Официально объявлен в августе 1999 года. Природный заповедник Скилпад, образованный в 1993 году для защиты растительности Намакваленда, стал ядром нового национального парка, к которому было добавлено 500 км². Позже к парку было добавлено ещё 270 км². В настоящее время площадь парка составляет более 700 км². Парк представляет собой полупустыню с жарким и сухим летом и холодной зимой с переменным, как правило, редким количеством осадков. Большинство осадков выпадает в период с мая по август. В восточной части парка выпадает больше осадков, чем в западной.

## Биоразнообразие
Национальный парк Намаква расположен в регионе Намакваленд, который входит в экорегион Суккулентное Кару. Намакваленд имеет площадь 440 тыс. км² и расположен в северо-западном углу Северо-Капской провинции.

### Биом
Парк является частью полупустынного биома Суккулентное Кару, одного из самых необычных биомов. Он является очагом биоразнообразия с наибольшим биоразнообразием и самой высокой концентрацией суккулентных растений в мире. Парк имеет площадь около 107 200 км2, простираясь вдоль западного побережья Южной Африки и южной части Намибии и включает бо́льшую часть Культурного и ботанического ландшафта Рихтерсфельдского заповедника. В этом биоме произрастает более 5 тыс. видов растений, включая более трети всех суккулентных видов мира. Примерно 40% видов растений биома являются эндемичными, а 18% находятся под угрозой исчезновения. В биоме также обитают разнообразные виды беспозвоночных и рептилий, некоторые из которых также являются эндемиками. Незаконный сбор растений, чрезмерный выпас скота и добыча полезных ископаемых угрожают эндемичным видам. Лишь очень небольшой процент территории Суккулентного Кару официально находится под защитой, включая природный заповедник Кнерсвлакте, общественный заповедник Рихтерсвельд и национальный парк Намаква.

### Флора

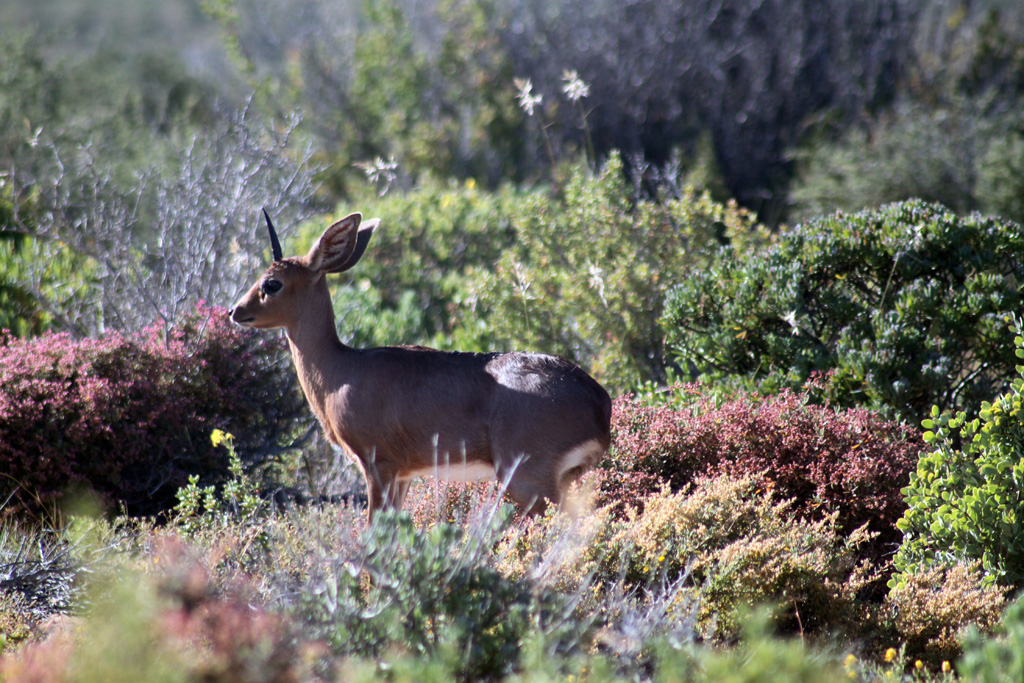
Обыкновенный стенбок в финбоше

В течение бо́льшей части года в засушливом ландшафте Намакваленда растительный мир беден, за исключением засухоустойчивых кустарников. Однако в августе и сентябре, после зимних дождей, полевые цветы расцветают впечатляющим образом на сотнях квадратных километров. Здесь цветут маргаритки, лилии, алоэ и многолетние травы. Намакваленд славится во всём мире захватывающими видами своих разноцветных полевых цветов весной. Около 4 тыс. видов растений произрастают в этой области. Более этого в Намакваленде произрастает более тысячи видов цветов, встречающиеся только здесь. Здесь растёт много видов суккулентных растений, например, виги, которые имеют привлекательные цветы. Толстые листья многих видов суккулентов сохраняют влагу, и многие из них растут низко к земле и имеют вид камня. Некоторые виды деревьев здесь могут запасать воду в сухой среде, например, толстый ствол колчанного дерева. Интенсивность цветения зависит от количества осадков и уровня солнечного света. Цветы, как правило, обращены к солнцу, и полностью раскрываются примерно с 10 утра до 4 вечера. Горячие ветры могут привести к быстрому увяданию цветов.

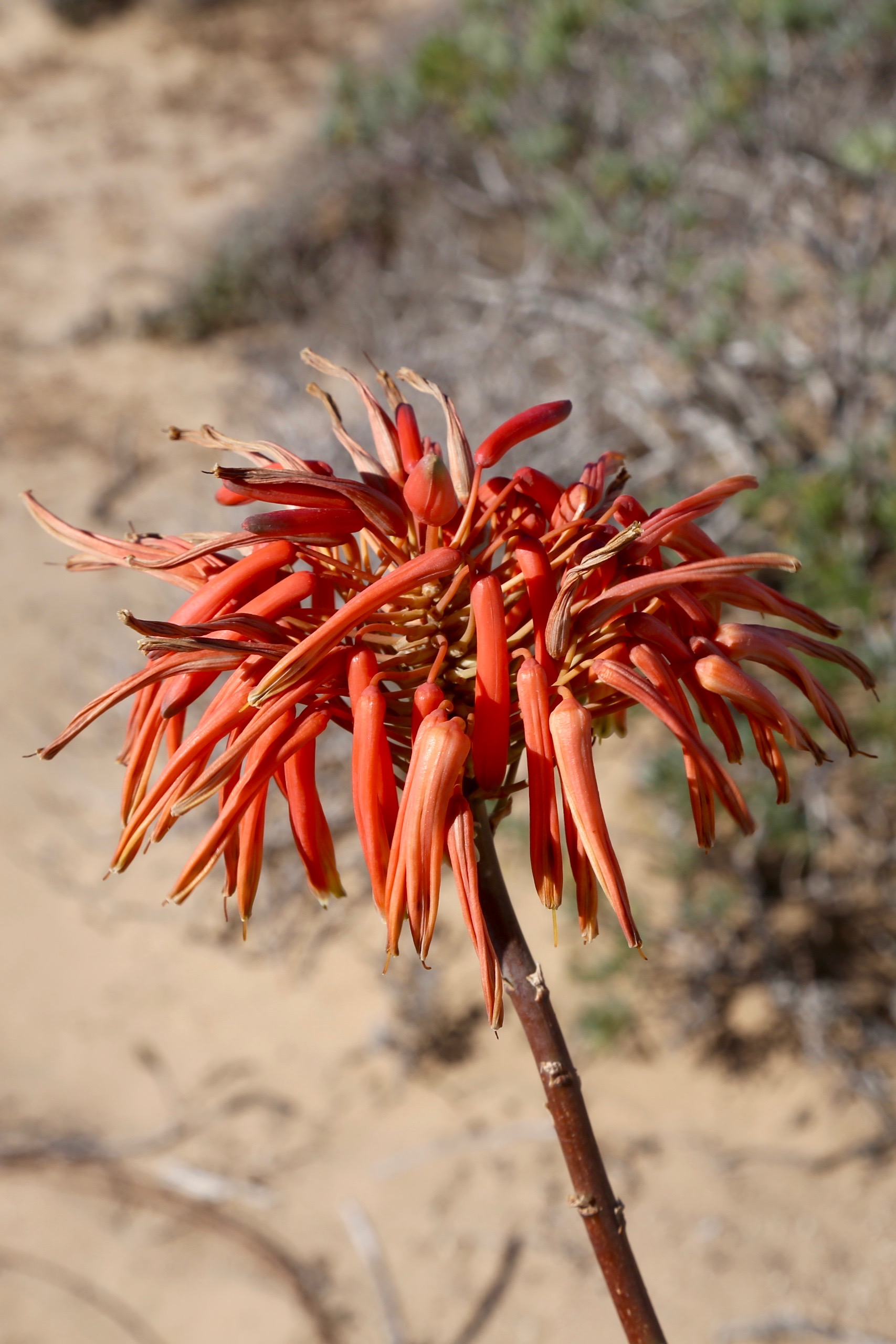
Aloe arenicola
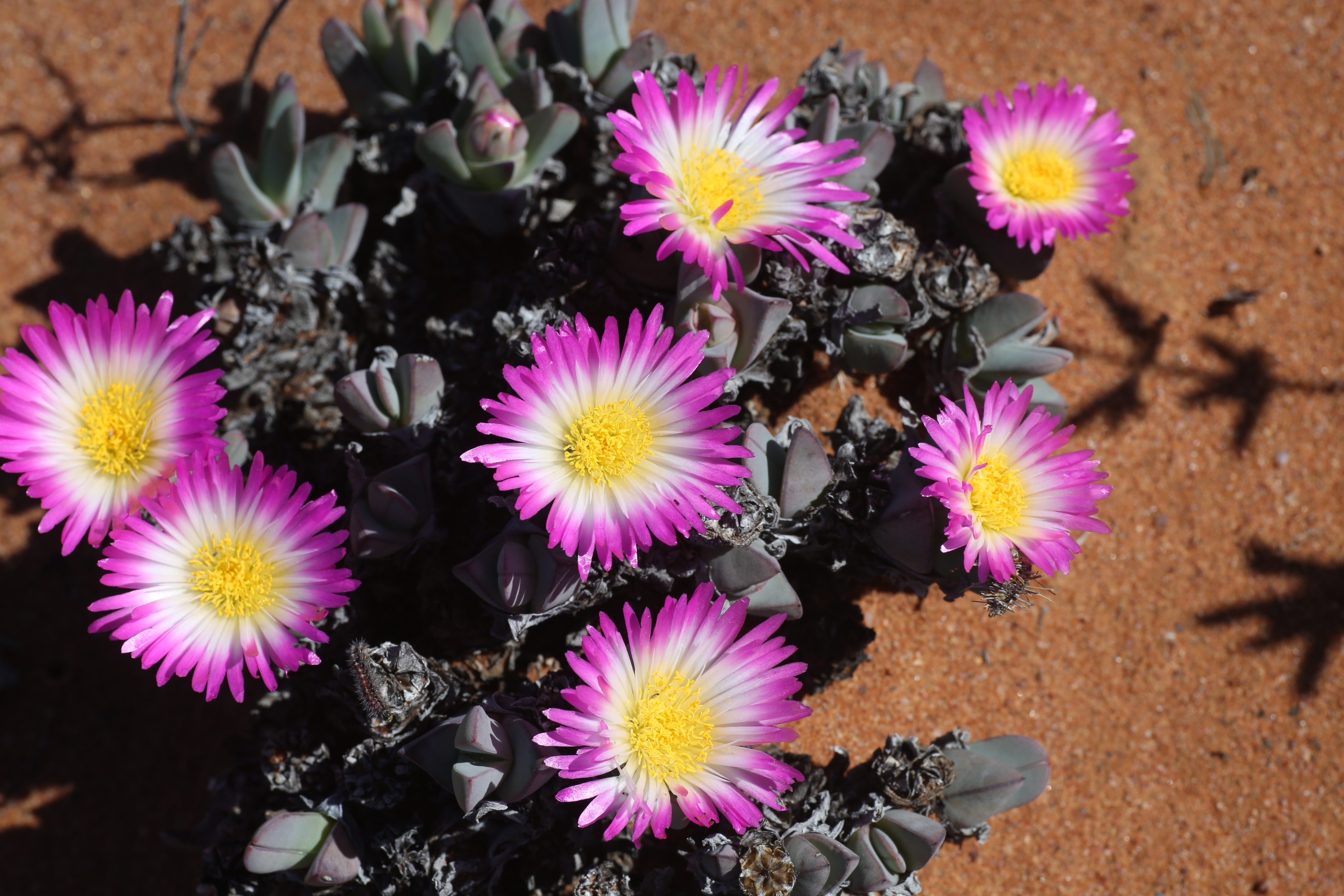
Antimima ventricosa
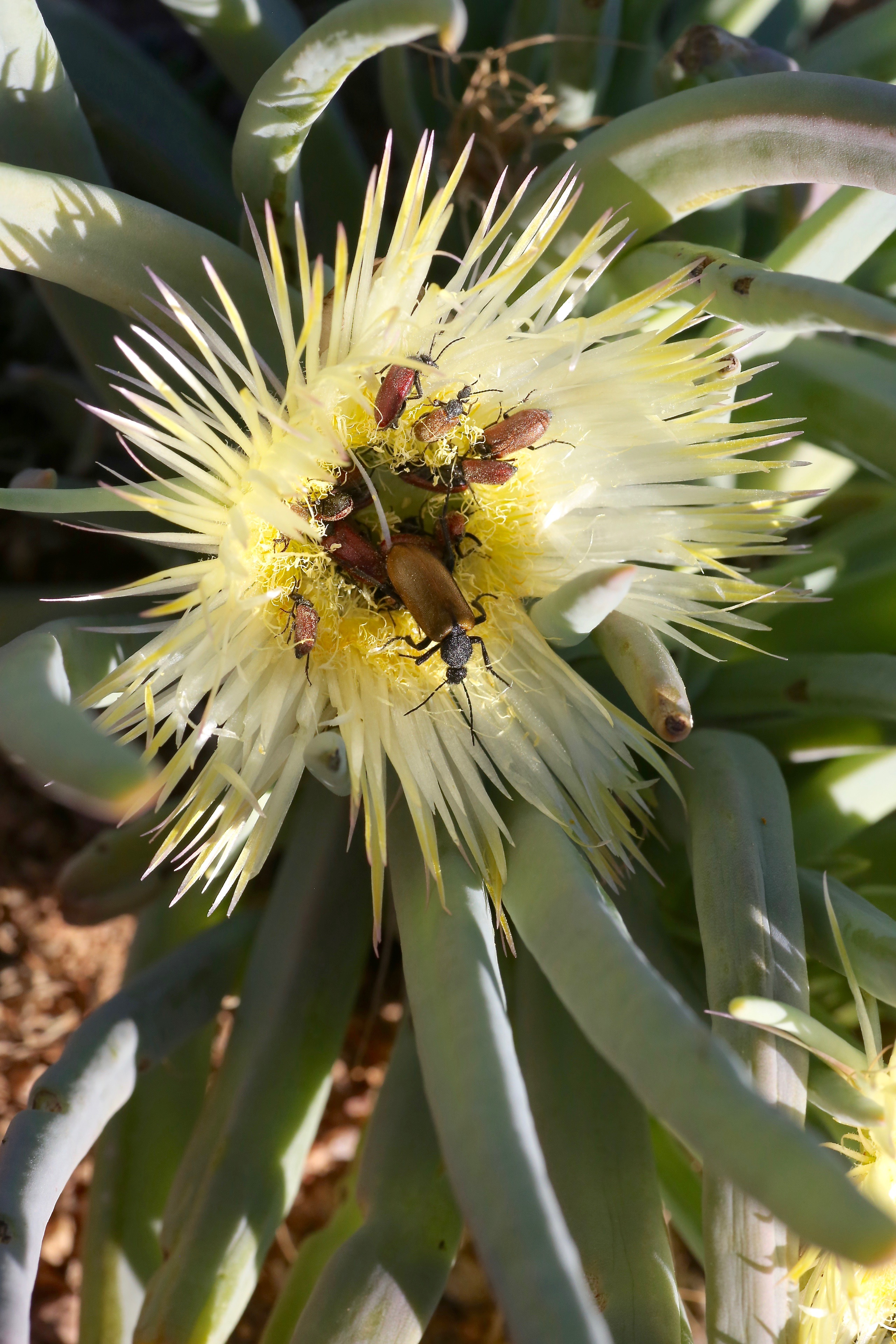
Conicosia elongata
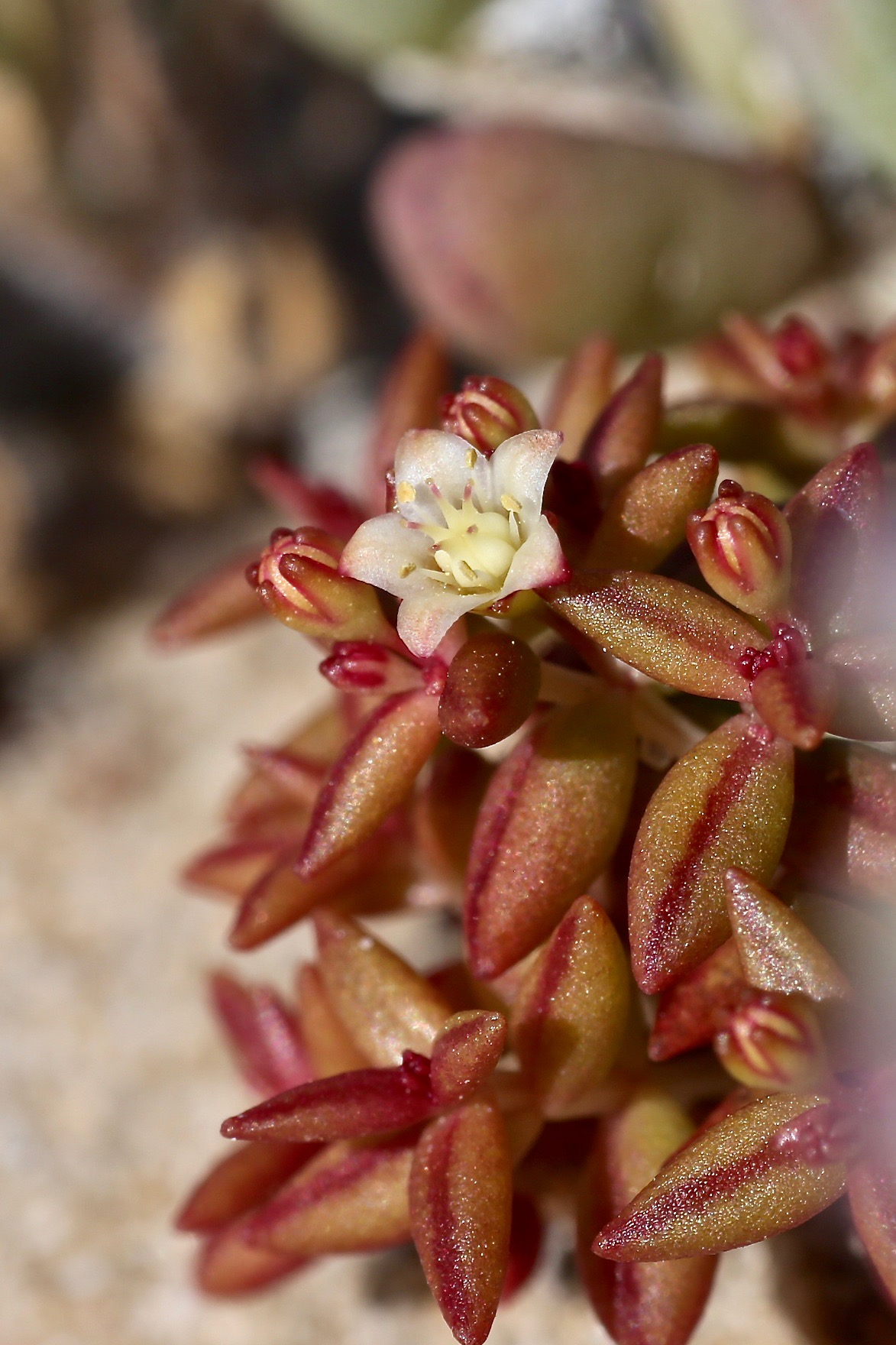
Crassula expansa
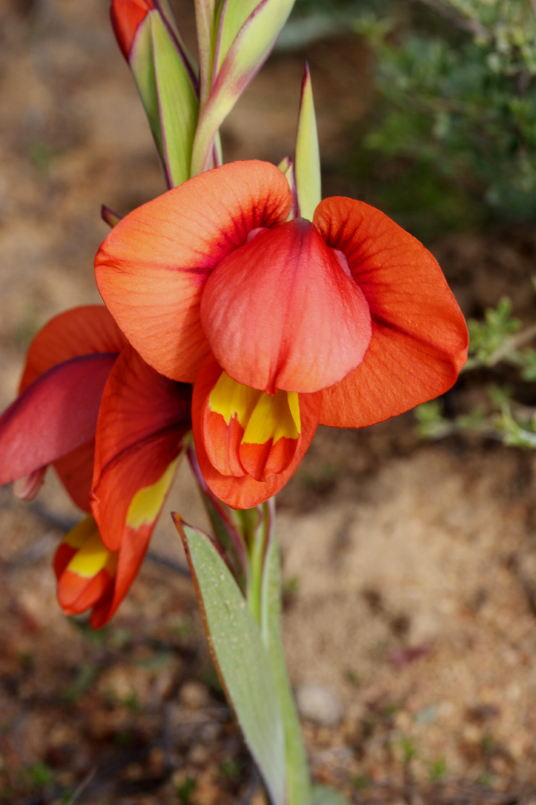
Gladiolus equitans
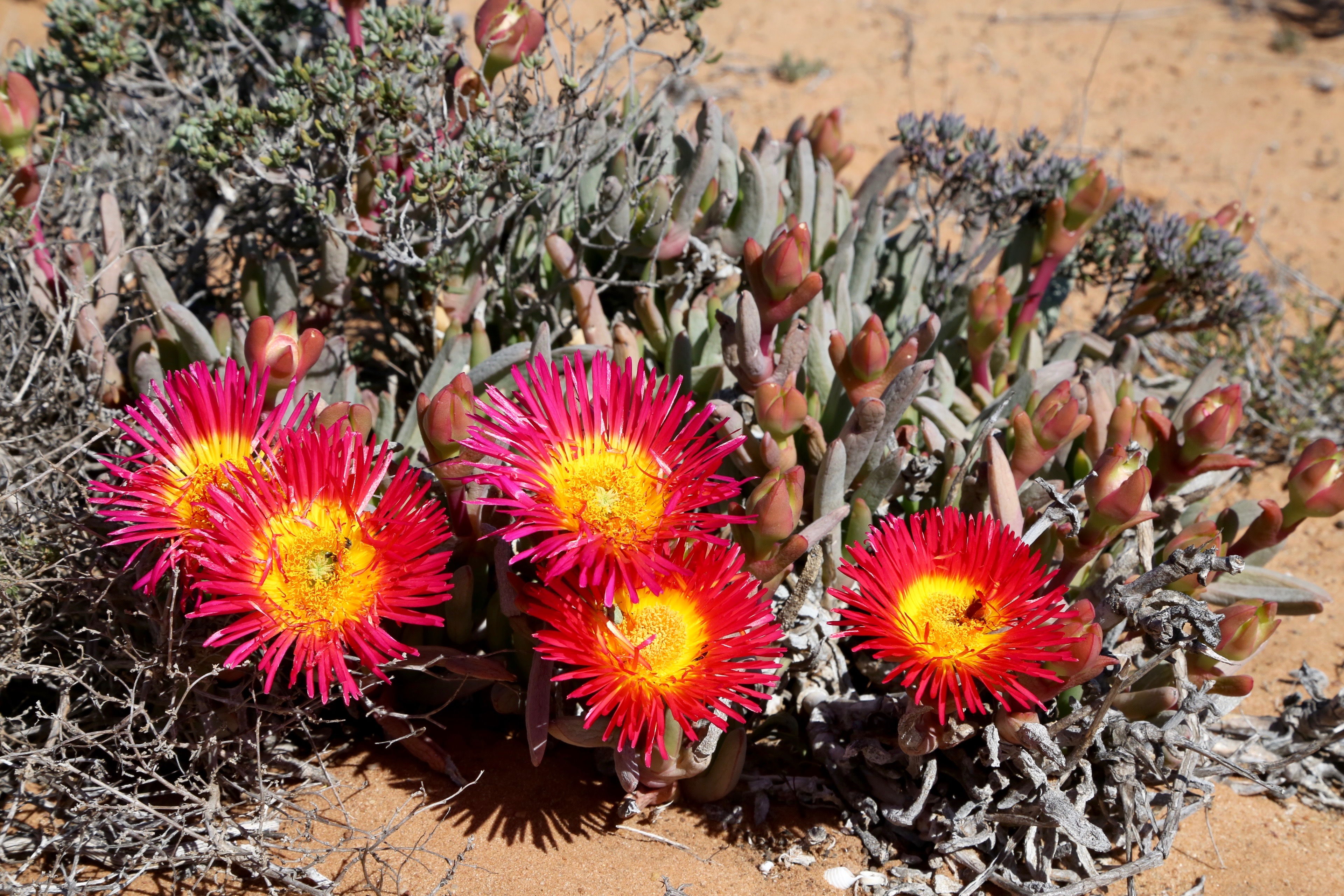
Jordaaniella spongiosa
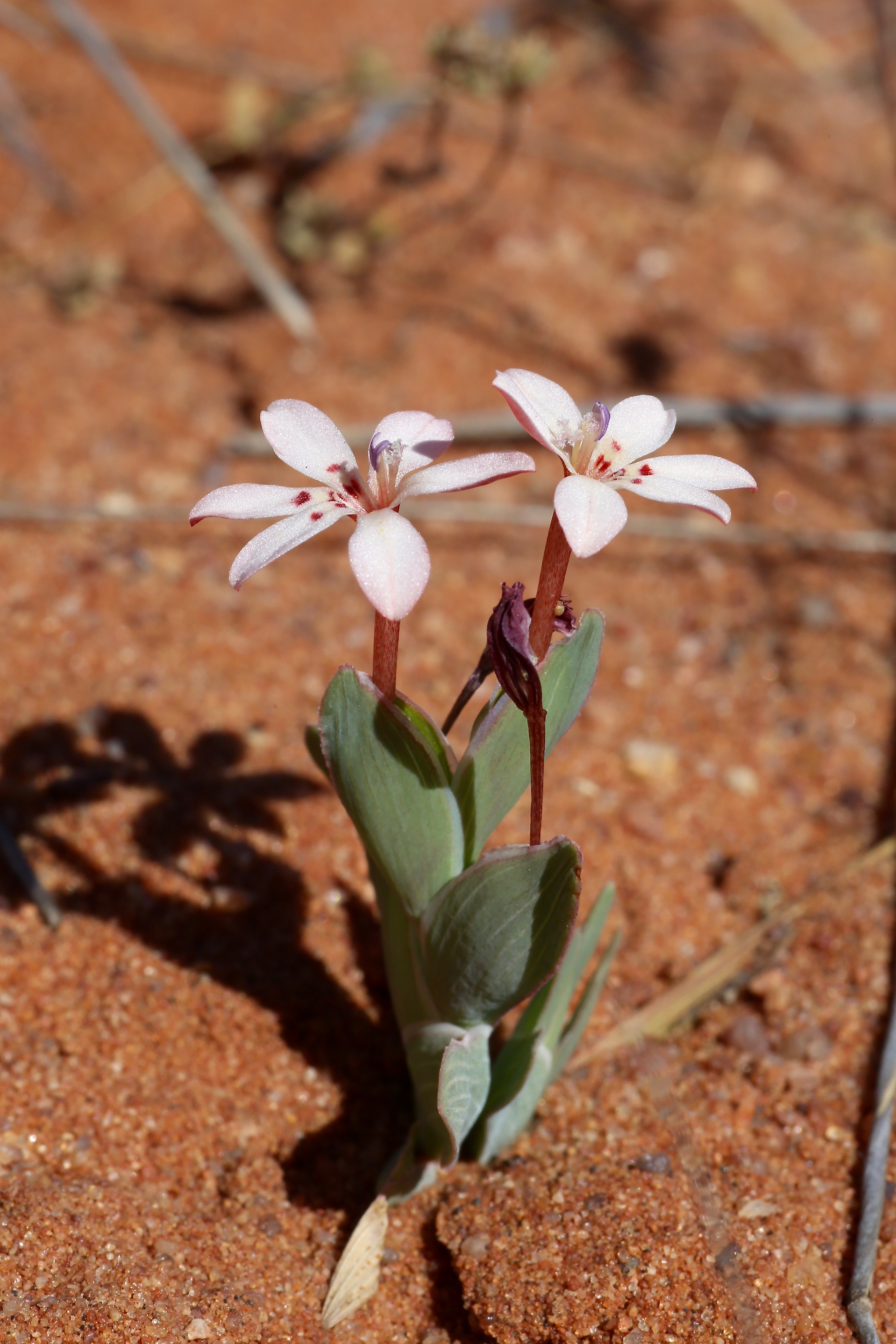
Lapeirousia arenicola

### Фауна
В парке можно встретить крапчатую черепаху Homopus signatus, самую маленькую черепаху в мире. Цветущие растения привлекают большое количество насекомых. К 2017 году в парке были собраны образцы паукообразных из 21 семейства, в том числе 60 видов пауков. Hottentotta arenaceus — бледно-оранжево-жёлтый скорпион, который встречается в прибрежной части парка. Встречаются Diaphorocellus biplagiatus и Asemesthes affinis, последний вид встречается также в Анголе. Зарегистрирован Xysticus cribratus, хотя он имеет обширный ареал.

## Туризм
Ежегодно Намакваленд посещают 100 тыс. туристов. 65% из них — южноафриканцы, а 35% — из других стран. Хотя правительство определило туризм как средство улучшения экономики региона,  жители региона по-прежнему имеют очень низкие доходы и высок уровень безработицы.
В национальном парке Намаква находятся экологические туристические достопримечательности всего региона Намакваленд. Цветение весенних цветов на заброшенных пшеничных полях — главная туристическая достопримечательность парка. Туристические объекты включают в себя 5-км живописный маршрут, две пешеходные дорожки, места для пикников и информационный центр для посетителей. Парк ещё не полностью застроен, и туристы могут посещать территорию парка Скилпад только в сезон цветения весной. Большинство видов полевых цветов охраняются законом. 
В настоящее время для ночлега доступны 4 шале. Однако туристам надо обеспечивать себя продуктами, так как ближайший магазин находится в 22 км.

## Галерея

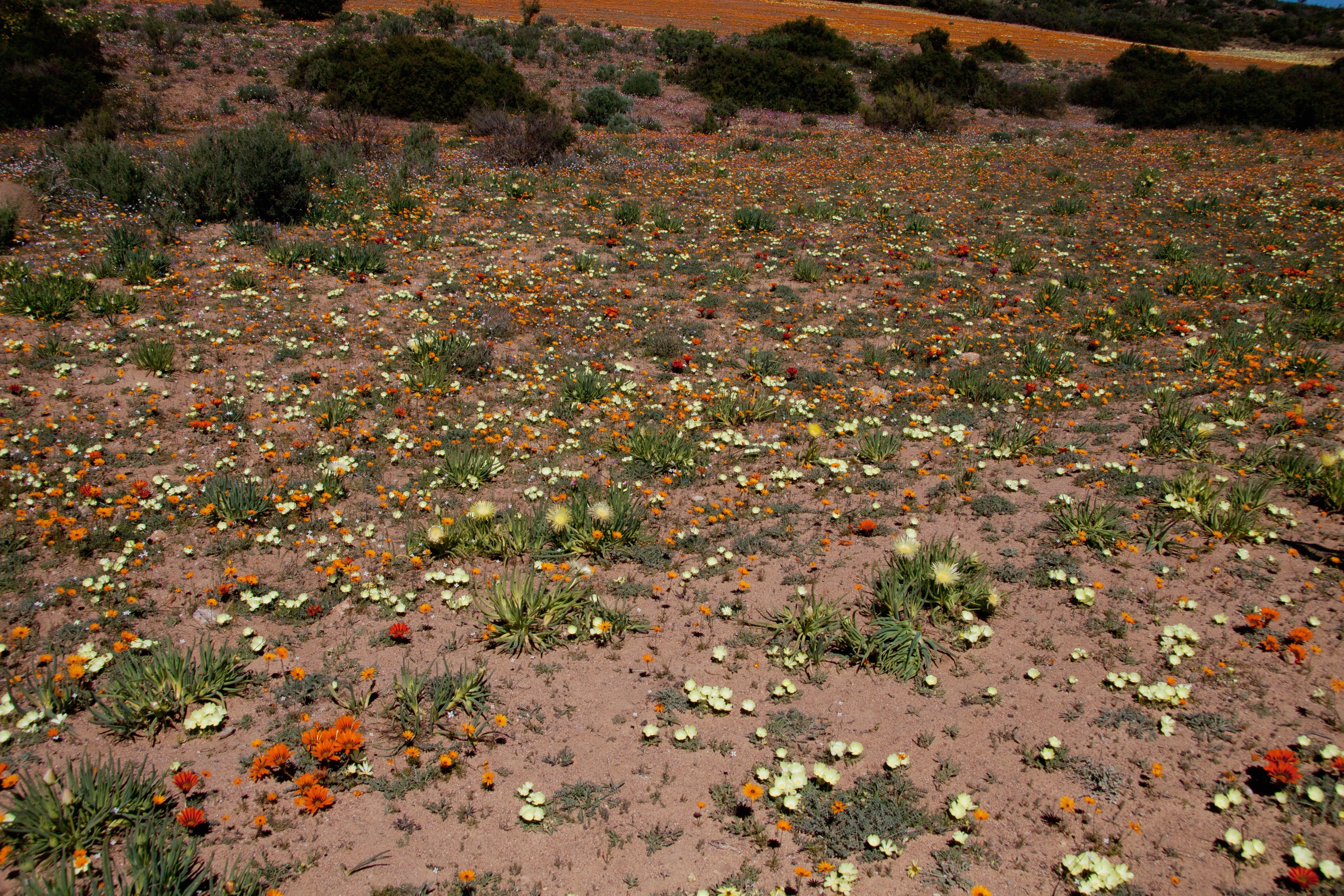
Весеннее цветение в парке
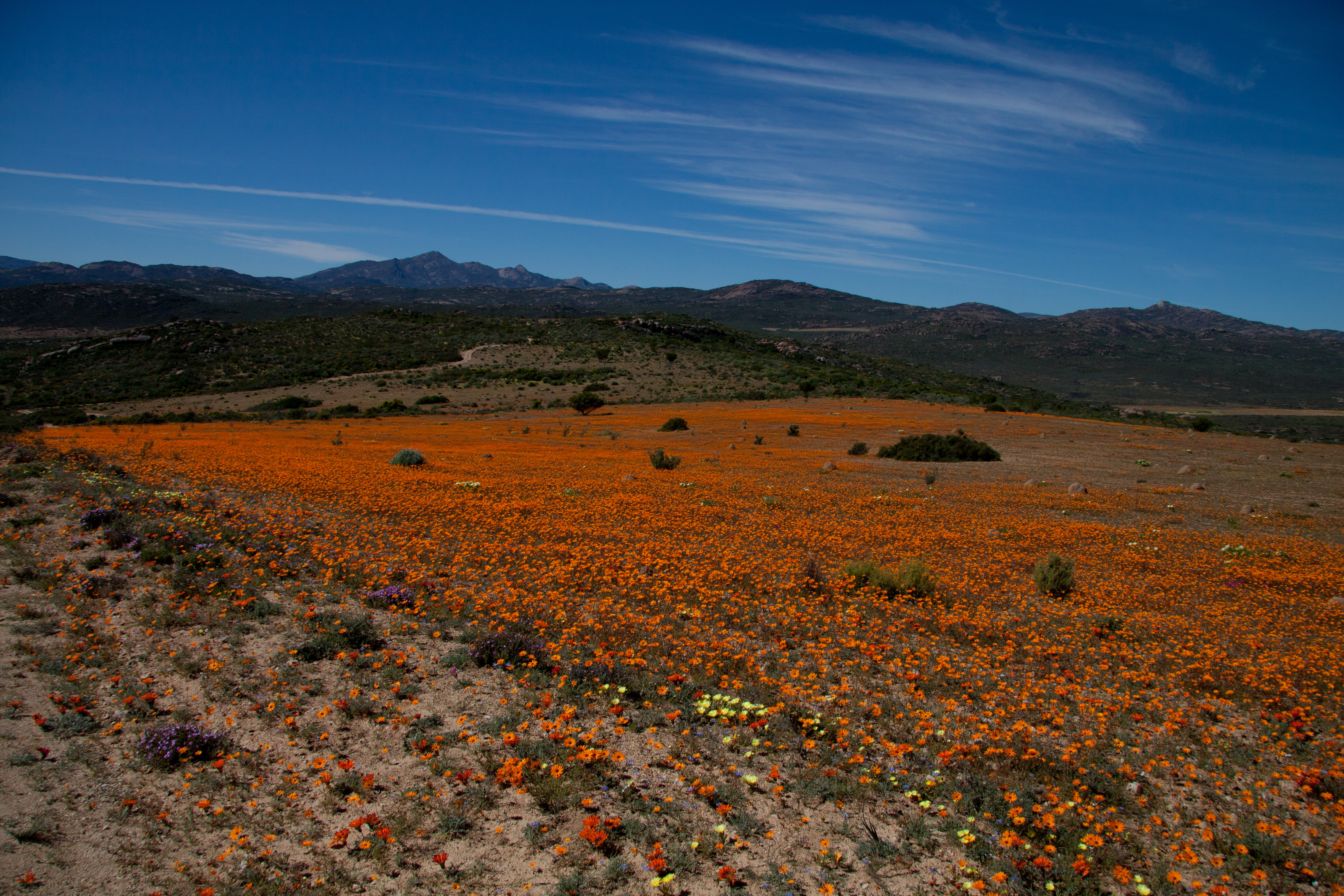
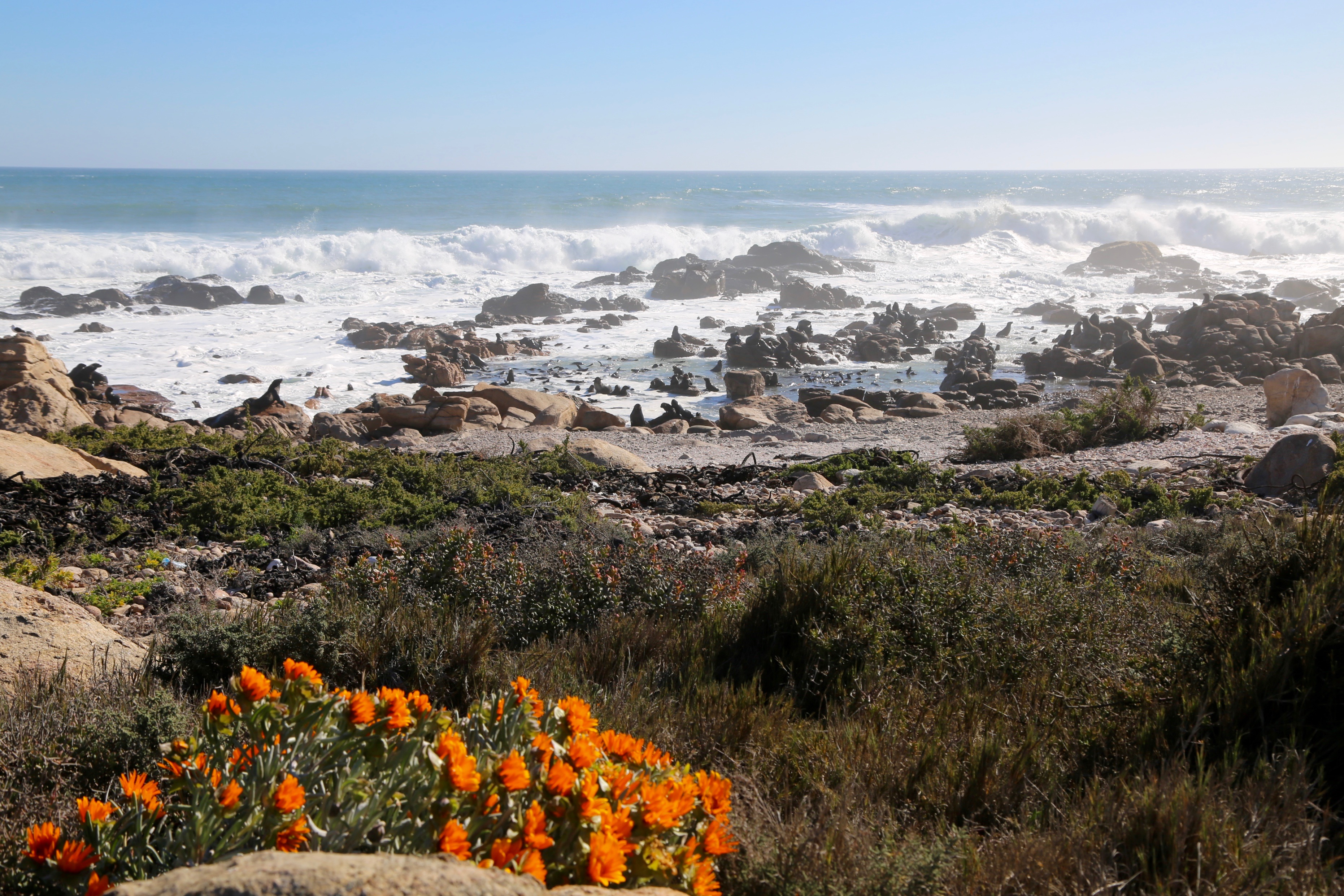
Прибрежный район
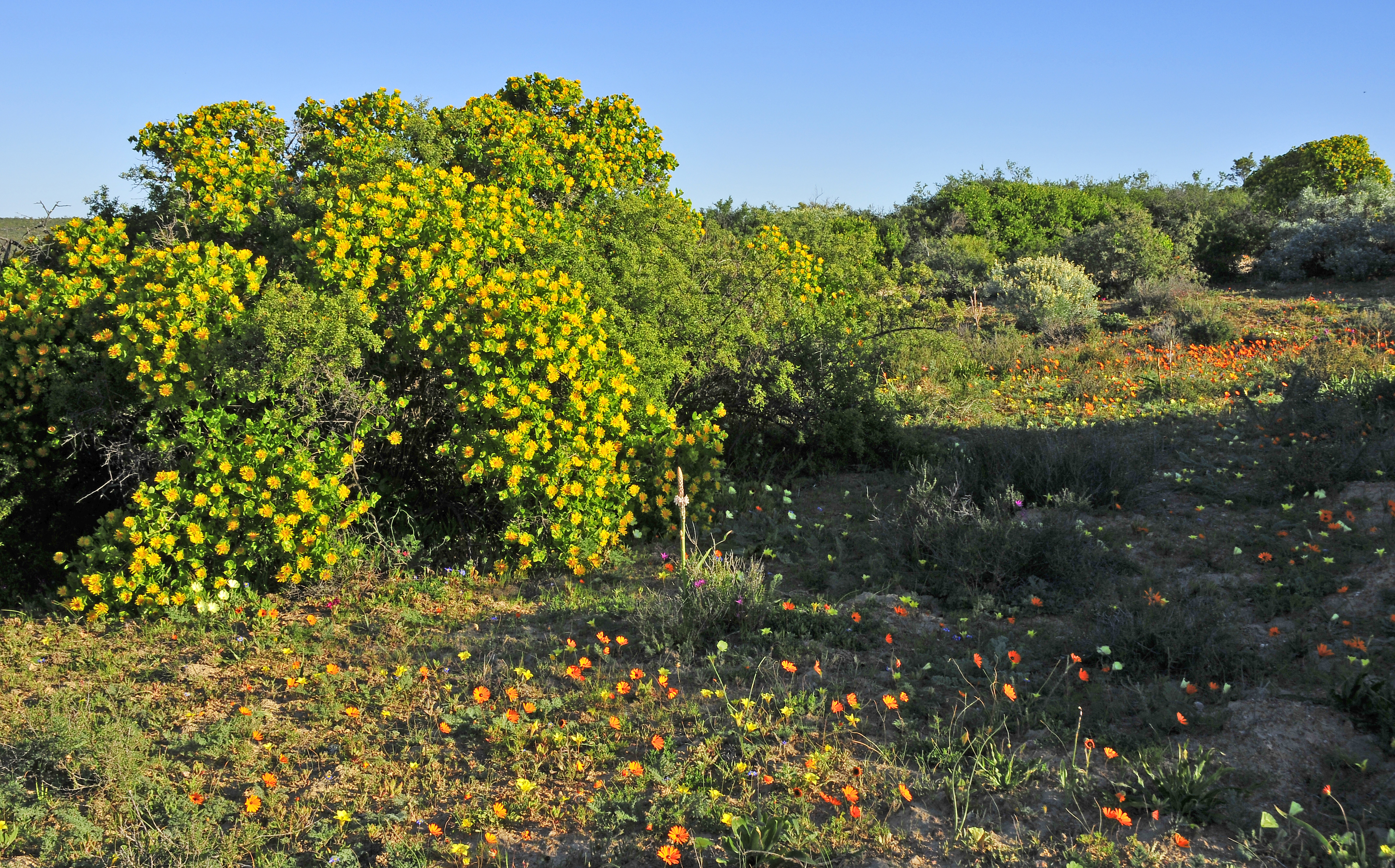